# Kościół św. Jakuba w Chełmicy Dużej
Kościół świętego Jakuba w Chełmicy Dużej – rzymskokatolicki kościół parafialny należący do parafii pod tym samym wezwaniem (dekanat szpetalski diecezji włocławskiej).
Jest to świątynia w latach 1906 - 1917 według projektu architekta Stefana Szyllera. Kościół budował ksiądz kanonik Antoni Klimaszewski.
Budowla jest przykładem stylu neogotyckiego, murowana, wybudowana z cegły na cokole z kamieni polnych i nieotynkowana. Przodem jest zwrócona w kierunku strony południowej. Kościół składa się z halowego, trzyprzęsłowego korpusu, z parą kaplic o tej samej wysokości co nawy (przy drugim przęśle), poprzedzonego z przodu dwiema wieżami o niejednakowych wysokościach (cofnięte są one w stosunku do wysuniętej ryzalitowo nawy głównej).
W ołtarzu głównym, wykonanym w 1922 roku jest umieszczony obraz Matki Boskiej Passawskiej (namalowany pod koniec XVII wieku lub w pierwszej połowie XVIII stulecia). Mensę ołtarzową podpierają dwie łapy. Mensa, a także chrzcielnica (oryginalnie ozdobiona rzeźbą orła na pokrywie, pochodząca z XVIII/XIX wieku, zapewne zaprojektowana przez Hilarego Szpilowskiego) reprezentują styl klasycystyczny.